# Harouf
Harouf est une ville du Liban.

## Situation
Harouf se trouve à 77 km au sud de Beyrouth, à 460 m d'altitude.